# Strategidatorspel
Strategidatorspel är en datorspelsgenre där spelaren styr över ett antal enheter, i stället för att bara kontrollera en enskild. Många strategispel är även Krigsspel.
Strategispelen kan delas in i två skilda typer; Realtidsstrategispel och Turordningsbaserade strategispel. I det senare får spelarna i tur och ordning göra sina drag, likt brädspel. Realtidsstrategispel skiljer sig från detta genom att inte ha någon turordning, utan i stället låter alla spelare styra sina enheter hela tiden. Det förekommer även blandningar i olika utsträckning av dessa två undergenrer.

## Exempel på spel

### Realtidsstrategi
- Age of Empires
- Command & Conquer
- Hegemony
- Starcraft
- Warcraft
- Anno 1701

### Turordningsbaserade spel
- Civilization
- Heroes of Might and Magic

### Blandningar
- Total War
- Slaget om Midgård – Härskarringen